# Elfi Wildfeuer
Elfi Wildfeuer, heute Petersen, (* 1921 oder 1922 in Salzburg) ist ein ehemaliges Fotomodell, unter anderem für Hubs Flöter. Ob es sich bei ihrem Namen um einen Künstlernamen handelt, ist nicht eindeutig geklärt.

## Leben
Wildfeuer ist gebürtig in Salzburg. Sie hatte in Wien an der „Höheren Staatslehranstalt für gewerbliche Frauenberufe“ eine Modeausbildung absolviert und danach als Modezeichnerin gearbeitet. Auch eine Lehre zur Schneiderin hatte sie erfolgreich mit dem Gesellenbrief beendet. Spätestens ab 1939 war sie auch als Modell tätig. Zuerst arbeitete sie mit Walter Freiherr Wolff von Gudenberg, der Fotostudios sowohl in Salzburg als auch in Berlin betrieb und später in Berlin mit Rolf W. Nehrdich. Ulla Denk berichtet später, dass sie und Wildfeuer 1943 für eine Modeschau unter anderem vor Magda Goebbels und Emmy Göring, weil ihr Aussehen nicht dem Ideal eines blonden, blauäugigen Mannquins entsprach. Nach dem Krieg wurde Wildfeuer eines der meist fotografierten Modells. Hubs Flöter hatte sie nach eigener Angabe schon 1942 entdeckt und schloss einen Exklusivvertrag bis 1955 mit ihr. In dieser Zeit war sie mehrfach auf den Titelblättern deutscher Illustrierten zu sehen. Unter anderem dem Spiegel, der Film und Frau und der Schwäbischen Illustrierten Presse.
Nach ihrer Modelkarriere betrieb sie einen Modesalon in Salzburg. Laut einem Spiegel-Bericht heiratete sie 1949 einen Bauunternehmer und hieß mit bürgerlichem Namen Eva Kraichschmidt.
Im Jahr 2001 fand eine Ausstellung mit Bildern von Susanne Erichsen, Denise Sarrault und Elfi Wildfeuer in Berlin statt. In der Berichterstattung zu dieser war zu lesen, dass sie heute Petersen heißt.